# Karin Hagemann
Karin Hagemann (* 16. November 1949 in Paderborn) ist eine deutsche Politikerin (Bündnis 90/Die Grünen) und ehemaliges Mitglied des Hessischen Landtags.
Karin Hagemann war als Kinderkrankenschwester in Gießen tätig. Nach einer Zeit in der Studentenschaft – 1976 als AStA-Vorsitzende an der Fachhochschule Gießen – war sie als Stadtverordnete und langjährige Fraktionsvorsitzende Teil einer der ersten rot-grünen Koalitionsregierungen auf Stadtebene in Gießen vor und während der "Wendejahre" und der Maueröffnung. Am 8. April 1991 rückte sie für Iris Blaul in den Landtag nach, dem sie zwei Wahlperioden lang bis zum 9. Oktober 1997 angehörte. Ihr Nachrücker im Landtag war Andreas Kammerbauer.
Anlass ihres Ausscheidens aus dem Landtag 1997 war ihre Wahl zur Bürgermeisterin der Stadt Gießen. Die dortige rot-grüne Koalition scheiterte jedoch bereits 2001 und Karin Hagemann wurde vorzeitig abgewählt.